# Helotium improvisum
Helotium improvisum är en svampart som först beskrevs av Petter Adolf Karsten, som även gav arten dess namn 1871. Helotium improvisum ingår i släktet Helotium, och familjen Helotiaceae. Inga underarter finns listade.